# Eek-A-Mouse
Eek-A-Mouse, de son vrai nom Rypton Joseph Hylton, est un chanteur de reggae jamaïcain né le 19 novembre 1957 à Kingston.

## Biographie
Eek-A-Mouse a grandi à Kingston et s'est découvert une passion pour le chant à l'âge de 15 ans alors qu'il était encore à l'école. C'est à l'âge de 17 ans, en 1974, qu'il enregistre sous son vrai nom, ses deux premiers titres My father's land, puis Creation. Ces titres ont été produits par son professeur de mathématiques, M. Dehaney. C'est en 1980, qu'il commence à travailler brièvement avec The Papa Roots, Black Ark, Jah Life. Son premier single très controversé Wa Do Dem sort en 1981, suivi de Modelling Queen, tous deux issus de son premier album Bubble Up Yu Hip et produits par le chanteur Linval Thompson. Il continue en 1981 avec les singles Once A Virgin, Modelling Queen et Virgin Girl. Il travaillera l'année suivante avec Scientist, le producteur Junjo Lawes, et les Roots Radics viennent également lui apporter leur soutien. 
Il sort de nombreux tubes tous marqués par son style si particulier, qui a fait sa signature à travers le monde. Il réussit la même année à être programmé pour le festival Reggae Sunsplash. Sa prestation est très remarquée avec son titre Ganja Smuggling, et  c'est ainsi qu'il revient pour le festival en 1982 et en 1984. En 1984, produit par Anthony and Ronald Welch, il sort son premier album Assassinator sous le label américain RAS Records. À la suite d'une baisse d'audience, Eek-A-Mouse enregistre son album suivant en Angleterre avec le producteur Cliff Carnegie. 
Puis, en 1988, son succès se concrétise et il arrive à convaincre son nouveau public avec Eek-A-Nomics. Il signe l'année suivante avec le label Island, et décroche même le rôle de « Fat Smitty » dans le film New Jack City. Jusqu'au milieu des années 90, il continuera à enregistrer sous ce label, et certaines de ses chansons sont produites par Augustus Clarke, Daddy-O (en) et Matt Robinson. En 1996, il enregistre Black Cowboy sur le label Sunset Blvd./Explicit. Sa voix semble alors avoir baissé d'une octave, mais son spécial « bingy-boingy » est toujours bien présent. 
Jusqu'à la fin des années 90, il continue et enchaîne entre 200 et 250 spectacles par an. Il collabore notamment pendant cette période avec différents artistes comme Cocoa Brovaz, POD, Papas Culture ou encore MC Torch. Après des apparitions dans plusieurs compilations au Royaume-Uni, il sort début 2001 Eeksperience sur le label Coach House Records, suivi de Mouse gone wild et Eek-a-speeka.

## Discographie
- 2016 - Arena Long Beach May, '83